# Europees Wisselkoersmechanisme

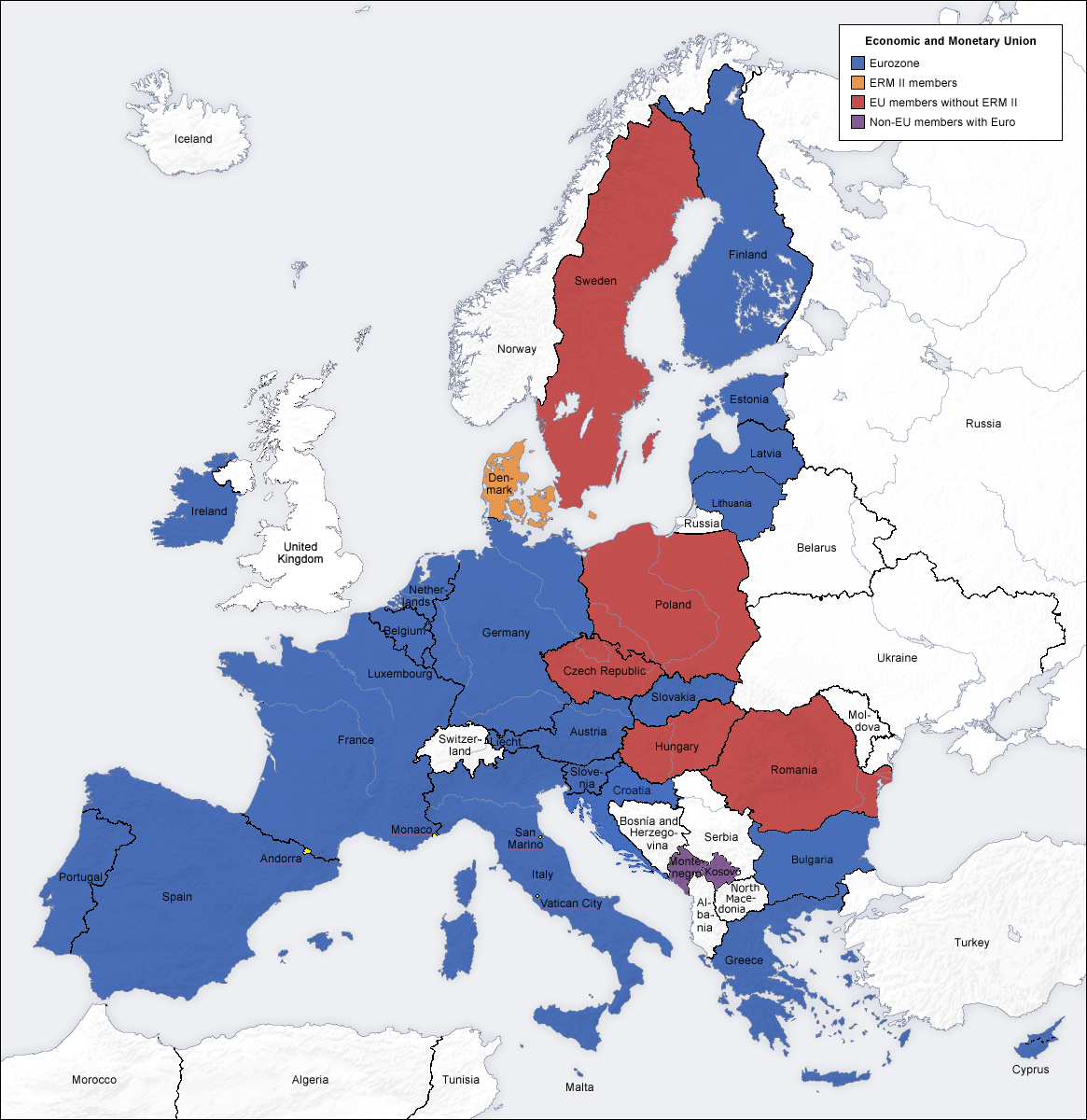
Eurozone
Leden van WKM II
Leden van de EU die geen lid zijn van WKM II
Niet-leden van de EU die de euro gebruiken

Het Europees Wisselkoersmechanisme (WKM) was een economisch systeem om de Europese wisselkoersen te stabiliseren als voorbereiding op de Europese Economische en Monetaire Unie (EMU) en de introductie van de euro. Het Europees Wisselkoersmechanisme werd geïntroduceerd op 13 maart 1979.
Samen met de ecu was het WKM een van de bouwstenen van de economische unie. Het gaf valuta's een centrale wisselkoers ten opzichte van de ecu.
Het werd gehoopt dat het mechanisme zou helpen bij het stabiliseren van de wisselkoersen, handel tussen Europese landen zou bemoedigen en inflatie zou beperken.
Het WKM gaf nationale valuta's een boven- en een onderlimiet waartussen de valuta's mochten fluctueren.
Op 16 september 1992, bekend geworden als Zwarte Woensdag, werd het Britse pond sterling door toedoen van wisselkoersspeculanten gedwongen het systeem te verlaten. De Italiaanse lire verliet het systeem eveneens, terwijl de Spaanse peseta sterk devalueerde.

## WKM II
In 1999 verving WKM II het originele WKM. In dit systeem mogen munteenheden binnen een marge van ± 15% ten opzichte van de centrale wisselkoers tegenover de euro fluctueren. Aanvankelijk werden de Griekse en Deense munteenheden deel van het systeem, maar Griekenland voegde zich in 2001 bij de eurozone. Daardoor bleef alleen de Deense kroon over in het systeem.
- Op 28 juni 2004 traden Estland, Litouwen en Slovenië toe tot WKM II.
- Op 2 mei 2005 traden Cyprus, Letland en Malta toe tot WKM II en op 28 november van dat jaar volgde Slowakije.
- Op 1 januari 2007 trad Slovenië toe tot de eurozone.
- Op 1 januari 2008 traden Cyprus en Malta toe tot de eurozone.
- Op 1 januari 2009 Slowakije toe tot de eurozone.
- Op 1 januari 2011 volgde Estland.
- Op 1 januari 2014 trad Letland toe tot de eurozone.
- Op 1 januari 2015 volgde Litouwen en bleef alleen de Deense kroon over binnen het WKM II. Voor deze munteenheid wordt de wisselkoers gehouden binnen ongeveer ± 2,25% tegenover de centrale wisselkoers van EUR 1 = DKK 7,460 38.
- Op 10 juli 2020 traden Bulgarije en Kroatië toe tot WKM II.
- Op 1 januari 2023 trad Kroatië toe tot de eurozone.